# Hoplitis annulata
Hoplitis annulata là một loài Hymenoptera trong họ Megachilidae. Loài này được Latreille mô tả khoa học năm 1811.